# Пиковая дама (фильм, 1972)
«Пиковая дама» 1972 года — это короткометражный фильм польского продюсера, режиссёра, сценариста Януша Моргенштерна. Оригинальное название фильма «Dama pikowa». В мировой прокат картина вышла 30 августа 1972 года. Мистическая короткометражка восхищает зрителя великолепным актёрским воплощением героев, в частности Яна Эглерта, который прекрасно воплотил одержимость на грани бреда идеей фикс главного героя. Является одной из экранизаций повести А. С. Пушкина «Пиковая дама».

## Сюжет
Германн Наумов — обрусевший инженер из Германии за игрой в карты случайно слышит от приятеля Томского о секрете его бабки — секрете трёх карт, комбинация которых всегда выигрывает. Никогда не проявляющий азарт в карточных играх Германн становится одиржимым идеей узнать у старой графини данные карты. Он идёт на обман племянницы графини Лизы, которой дурачит голову придуманной любовью. Обманом проникнув в особняк графини, Германн пытается заполучить секрет графини, угрожая ей пистолетом. Сердце старушки не выдерживает, и она умирает. Но во сне все же открывает секрет своих трех карт, только не всё так просто, ведь «пиковая дама» — это знак несчастья.

## В ролях
- Халина Миколайская — роль графини Анны Федотовны
- Ян Энглерт — роль Германна
- Пётр Гарлицкий — роль Томского, внука графини
- Ханна Гиза — роль племянницы графини Лизы
- Анджей Гжибовский, Кшиштоф Кальчиньский, Эугениуш Каминьский, Эугениуш Каминьский, Галина Миколайска, Ежи Моэс, Стефан Шмидт — роли игроков в карты

## Съемочная группа
- Януш Моргенштерн — режиссёр
- Александр Сергеевич Пушкин, Януш Моргенштерн, Анджей Мандальян — авторы сценария
- Зыгмунт Самосюк — оператор
- Богдан Мазурек — композитор
- Тадеуш Выбульт — художник

## Приложения
1. ↑  Татьяна Трощинская Проблемы киноинтерпретации повести А.С. Пушкина «Пиковая дама». Дата обращения: 27 мая 2021. Архивировано 18 июня 2021 года.
2. ↑  Текст произведения «Пиковая дама». Дата обращения: 27 мая 2021. Архивировано 26 мая 2021 года.